# 安立縣 (歸化州)
安立縣，是明代交阯承宣布政使司下轄的一個縣，治所可能在今越南富壽省安立縣。

## 沿革
- 永樂五年（1407年）六月癸未置，屬歸化直隸州領[3][4][5][6][7]。
- 永樂八年秋七月己卯，設安立縣之茂阿、朱貴馬驛[8]。
- 永樂十四年五月丙午，設安立縣儒學、醫學[9]。
- 永樂十七年九月乙卯，廢安立縣入本州[10]。